# Grand lac de Lychen
Le grand lac de Lychen (Großer Lychensee) est l'un des sept lacs situés près de Lychen dans le nord du Brandebourg en Allemagne. Il fait partie de la région des lacs d'Uckermark, commençant à cinquante kilomètres au nord de Berlin et du parc naturel du même nom. La ville de Lychen se trouve sur son rivage. Il est alimenté par le lac de la ville de Lychen et se déverse dans la Woblitz. Sa superficie totale est de 2,938 7 km2 et sa profondeur maximale de 19,4 m.